# Guzargues
Guzargues är en kommun i departementet Hérault i regionen Occitanien i södra Frankrike. Kommunen ligger i kantonen Castries som tillhör arrondissementet Montpellier. År 2022 hade Guzargues 497 invånare.

## Befolkningsutveckling
Antalet invånare i kommunen Guzargues
Referens:INSEE